# Marcelo Domínguez
Marcelo Fabián Domínguez (* 15. Januar 1970 in Buenos Aires) ist ein argentinischer Profiboxer und ehemaliger Weltmeister der WBC im Cruisergewicht.

## Karriere
Er begann 1991 mit dem Profiboxen und blieb in seinen ersten 15 Kämpfen ungeschlagen, wobei er Argentinischer Meister im Cruisergewicht wurde. Im Dezember 1994 verlor er erstmals knapp nach Punkten um den WBC-Titel gegen Anaclet Wamba (44-2). Dieser legte den WM-Titel jedoch kurz darauf nieder. Anschließend gewann Domínguez den Titel im Juli 1995 durch t.K.o. gegen den französischen Europameister Akim Tafer (20-5) und verteidigte ihn gegen seinen Landsmann Reinaldo Gimenez (19-4), den Russen Sergei Kobosew (22-0), den Franzosen Patrice Aouissi (16-1), den Brasilianer José da Silva (21-1) und erneut gegen Akim Tafer (23-6).
Erst im Februar 1998 verlor er den Titel durch Punktniederlage an den Kubaner Juan Gómez (22-0). Nach vier folgenden Siegen kam es zu einem Rückkampf, den Domínguez jedoch erneut nach Punkten verlor. Sechs Siege später, darunter gegen George Arias (29-2) und Jose Gomes (24-1), boxte er im Juli 2001 um den WBO-Titel gegen Johnny Nelson (39-12). Dabei verlor er wiederum nach Punkten.
In seinen folgenden zehn Kämpfen wurde er unter anderem Argentinischer und Südamerikanischer Meister im Schwergewicht, unterlag jedoch in zwei Kämpfen auch gegen Nikolai Walujew (35-0) und Cengiz Koç (20-0). Beim Kampf um eine erneute WM-Chance verlor er erstmals vorzeitig gegen Enzo Maccarinelli (23-1).